# Morelos
För andra betydelser, se Morelos (olika betydelser).
Morelos är en av Mexikos delstater och är belägen i den centrala delen av landet, strax söder om Mexico City. Den har cirka 1,8 miljoner invånare på en yta av 4 878 kvadratkilometer, och är den ytmässigt näst minsta delstaten i Mexiko. Administrativ huvudort är Cuernavaca, och andra stora städer är Cuautla Morelos, Jiutepec och Temixco. Morelos är indelad i totalt 33 kommuner. Delstaten har fått sitt namn av José María Morelos, hjälte under mexikanska frihetskriget.
Den arkeologiska platsen Xochicalco ligger i delstaten.